# Love Will Remember

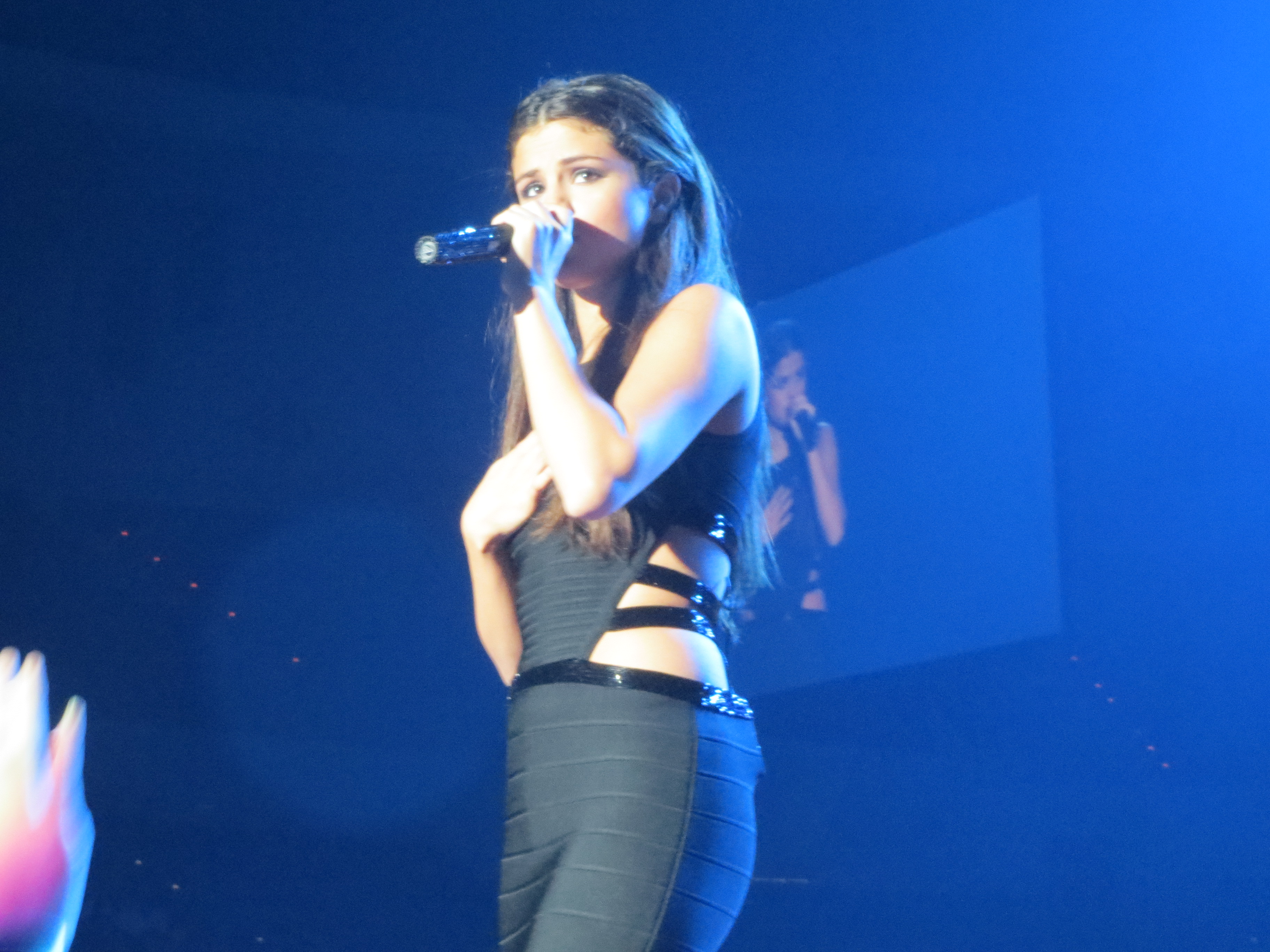
Selena Gomez live auf der Stars Dance Tour in San Diego (November 2013)

Love Will Remember ist ein Lied der amerikanischen Sängerin und Schauspielerin Selena Gomez aus ihrem ersten Soloalbum Stars Dance. Laut Gomez ist es der persönlichste Track auf dem Album.

## Entstehung und Veröffentlichung
Love Will Remember wurde von Antonina Armato, Tim James, Desmond Child, David Jost und Jake Schmugge geschrieben.
Produziert wurde es vom Produzentenduo Rock Mafia, das auch erfolgreiche Lieder wie Naturally oder Love You Like a Love Song produzierte, sowie von Dubkiller. Offiziell erschien Love Will Remember am 19. Juni 2013 in Deutschland, war aber schon seit dem 9. Juli 2013 im Internet zu hören. Die im Internet erschienene Version enthielt am Anfang des Liedes eine Voicemail von Justin Bieber, welches aber auf der Albumversion von Love Will Remember weggelassen wurde.

## Inhalt
Love will Remember handelt vom Ende der Liebesbeziehung zwischen Selena Gomez und Justin Bieber.
Der Refrain lautet wie folgt: „Love will remember you, and love will remember me. I know it inside my heart, forever will forever be ours, even if we try to forget... Love will remember.“
Die deutsche Übersetzung lautet wie folgt: „Die Liebe wird uns daran erinnern, die Liebe wird mich erinnern. Ich weiß es im Inneren meines Herzens, für immer wird immer unser sein, auch wenn wir versuchen es zu vergessen, die Liebe wird sich daran erinnern.“